# Natalia Lipkovskaya
Natalia Lipkovskaya (en russe : Наталья Липковская) est une gymnaste russe (gymnastique rythmique) née le 26 avril 1979 à Sosnovoborsk. 
Elle est entraînée par Irina Viner.